# Bonifacio Gil García
Bonifacio Gil García (1898-1964) est un musicien, musicologue et folkloriste espagnol.

## Biographie
Né le 14 mai 1898 à Santo Domingo de la Calzada (province de Logroño), il s'engage dans l'armée et passe un concours de major musicien de l'armée. Il fait partie intégrante du groupe folklorique de l'Institut Diego de Velázquez et, à la demande de l'Institut de musicologie du Conseil supérieur de la recherche scientifique, il compile du matériel pour les livres de chants d'Ávila, Tolède, Cadix, Grenade, Ciudad Real et La Rioja.
Le 15 mars 1943, il est nommé membre correspondant de l'Académie royale des beaux-arts de San Fernando. Il décède à Madrid le 23 décembre 1964.

## Distinctions
- Prix national de musique (1932)[2]
- Fils adoptif de Badajoz (1945)[5]
- Fils préféré de Santo Domingo de la Calzada (1971)[7]